# Nonfood
| Kosmetik og tidsskrifter er eksempler på non-food varer |  | Kosmetik og tidsskrifter er eksempler på non-food varer |
| Kosmetik og tidsskrifter er eksempler på non-food varer |  |                                                         |

Nonfood er en betegnelse for varer, som ikke er beregnet til at spises eller drikkes. Begrebet er afledt af engelsk og har været kendt siden 1965.
| Sprog | Spire Denne artikel om sprog er en spire som bør udbygges. Du er velkommen til at hjælpe Wikipedia ved at udvide den. |